# Antonio Ignacio Velasco García
Ignacio Antonio Velasco García (17 de enero de 1929 - 6 de julio de 2003), fue el cuarto cardenal venezolano, y XIV Arzobispo de Caracas.

## Biografía

### Nacimiento
Nació en Acarigua, 17 de enero de 1929. Sus padres fueron José Antonio Velasco Rangel y Ramona García de Velasco. Estudió la escuela primaria en su ciudad natal, y posteriormente con los salesianos en el Colegio Don Bosco de Valencia. Asistió al aspirantado salesiano de La Vega en 1941, e ingresó en el noviciado Santa María, de Los Teques, en 1944, donde realizó su primera profesión religiosa el 25 de agosto de 1945.
Realizó estudios de filosofía en la casa salesiana de Boleita, en Caracas, y luego fue enviado a terminarar sus estudios filosóficos y pedagógicos en la Universidad Pontificia Salesiana, obteniendo ambos títulos. El 30 de junio de 1951 hizo sus votos perpetuos en Valdocco. Posteriormente, entre 1952 y 1956, volvió a estudiar teología en la Pontificia Universidad Gregoriana, obteniendo también la licenciatura en esta materia. Fue ordenado sacerdote en Roma el 17 de diciembre de 1955.
A su regreso a Venezuela en 1956, se inició como profesor en el Liceo San José de Los Teques donde permaneció hasta 1958 cuando fue trasladado al Colegio Don Bosco de Valencia. En 1971 fue nombrado Inspector de Venezuela de los salesianos.

## Episcopado

### Vicario apostólico de Puerto Ayacucho
El 23 de octubre de 1989, el Santo Padre Juan Pablo II lo nombró obispo titular de Utimmira y V Obispo del Vicariato apostólico de Puerto Ayacucho.
Recibió la Ordenación Episcopal el 6 de enero de 1990, por el Papa Juan Pablo II, con Mons. Giovanni Battista Re, Arzobispo Titular de Forum Novum, y Mons. Miroslav Stefan Marusyn, Arzobispo Titular de Cadí, actuando como co-consagrantes.

### Arzobispo de Santiago de León de Caracas
El 27 de mayo de 1995, el Papa Juan Pablo II lo nombró XIV Arzobispo Metropolitano de la Arquidiócesis de Caracas.
Recibió el palio arzobispal el 29 de junio de 1995, Solemnidad de San Pedro y San Pablo, en la Basílica de San Pedro, de manos del Santo Padre Juan Pablo II.

## Cardenalato
Fue creado Cardenal durante el Consistorio Ordinario Público del 21 de febrero de 2001 por el Papa Juan Pablo II. 
Velasco fue un conocido opositor al gobierno del presidente Hugo Chávez y durante los sucesos del Golpe de Estado en Venezuela de 2002 fue uno de los firmantes del decreto Carmona.

## Fallecimiento
Murió en la ciudad de Caracas el 6 de julio de 2003 luego de luchar durante un año contra el cáncer.
| Predecesor: Enzo Ceccarelli Catraro   | Vicario apostólico de Puerto Ayacucho 1989 - 1995                  | Sucesor: Jose Ángel Divassón Cilvetti |
| Predecesor: José Alí Lebrún Moratinos | Arzobispo de Caracas 1995 - 2003                                   | Sucesor: Jorge Liberato Urosa Savino  |
| Predecesor: Ninguno                   | Cardenal presbítero de Santa María Doménica Mazzarello 2001 - 2003 | Sucesor: George Pell                  |